# Kate O’Connell
Kate O’Connell (* 11. August 2004) ist eine irische Sprinterin, die sich auf den 400-Meter-Lauf spezialisiert hat.

## Sportliche Laufbahn
Erste internationale Erfahrungen sammelte Kate O’Connell im Jahr 2021, als sie bei den U20-Europameisterschaften in Tallinn der irischen 4-mal-400-Meter-Staffel zum Finaleinzug verhalf. 2023 belegte sie bei den U20-Europameisterschaften in Jerusalem in 3:39,39 min den siebten Platz und 2025 verpasste sie bei den U23-Europameisterschaften in Bergen mit 3:34,81 min den Finaleinzug.
2021 wurde O’Connell irische Meisterin in der 4-mal-400-Meter-Staffel.

## Persönliche Bestleistungen
- 400 Meter: 54,63 s, 12. April 2025 in Dublin
  - 400 Meter (Halle): 55,09 s, 18. Februar 2024 Dublin